# Sociedad Entomológica Argentina
La Sociedad Entomológica Argentina es una de las sociedades científicas más antiguas de Argentina, creada en 1925. La SEA promueve actividades relacionadas con el conocimiento e investigación de los insectos y arácnidos en sus diferentes aspectos: sistemática, ecología, biogeografía, citogenética, comportamiento, plagas agrícolas, entomología médico-veterinaria, etc. Asimismo facilita la comunicación entre los entomólogos del país y del extranjero, tanto profesionales como aficionados. 
Actualmente nuclea a más de 350 entomólogos argentinos y extranjeros (Australia, Bolivia, Brasil, Canadá, Colombia, Chile, Ecuador, EE. UU., México, Perú, Uruguay, Venezuela). 
La mayoría de sus socios son profesionales que se desempeñan como investigadores y/o profesores de Universidades Nacionales, CONICET, INTA, Estaciones Experimentales, etc., muchos de ellos de reconocido prestigio internacional. También forman parte de la Sociedad estudiantes universitarios de grado y postgrado así como aficionados de esta área científica.